# Redwashing

Il rosso è stato storicamente un colore, associato con le differenti correnti, di sinistra politica.

Redwashing (dell'inglese red, rosso, e whitewash, imbiancare o nascondere), lavaggio rosso o lavaggio di faccia rosso è una forma di propaganda in cui sono utilizzati discorsi di sinistra in maniera fuorviante per promuovere la percezione che un'organizzazione, azienda o persona è molto sensibile al tema dell'uguaglianza sociale.
È una critica mossa a quei partiti politici che sebbene durante eventi pubblici, e specialmente durante il periodo elettorale, affermano di condividere pensieri a favore dell'uguaglianza, dichiarandosi disponibili a controllare il mercato, lottare per combattere la povertà e per promuovere stesse opportunità per tutta la cittadinanza, una volta raggiunta la posizione di potere, promuovono invece disparità sociali o, comunque, non si rendono fattivamente disponibili per azioni concrete in tal senso.
A volte il termine redwashing fa anche riferimento alla pratica di screditare le organizzazioni o i partiti politici che davvero difendono l'uguaglianza sociale. In questi casi si cerca di delegittimare le argomentazioni di questi collettivi presentandoli come estremisti o obsoleti, dando l'impressione che un'ideologia di sinistra sia pericolosa per l'insieme sociale, in contrapposizione a un altro pensiero evidenziato come più ragionevole.